# Nozomi (treno)

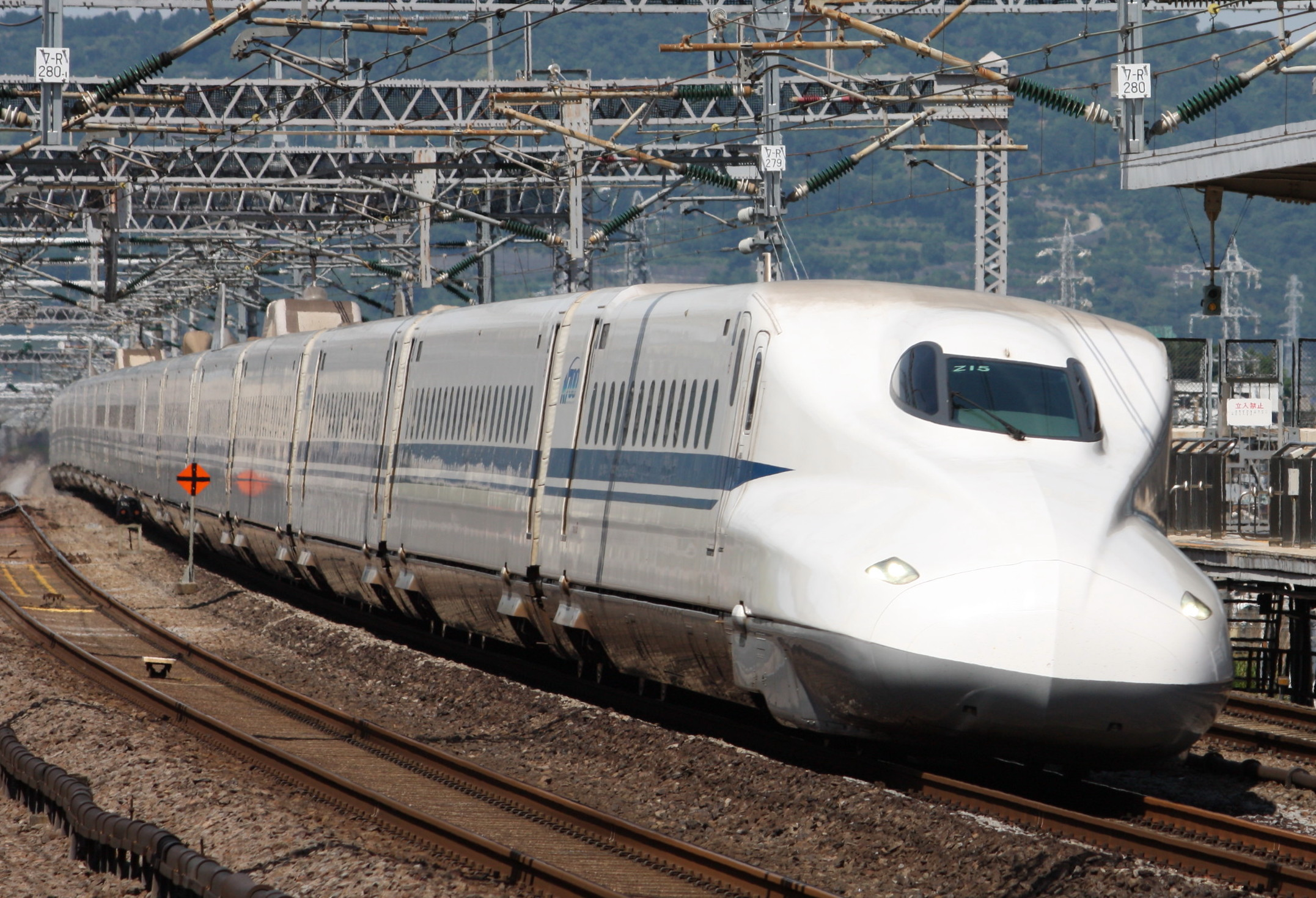
Un Nozomi della Serie N700, giugno 2008

Il Nozomi (のぞみ? letteralmente: speranza o augurio) è il più veloce servizio ferroviario ad alta velocità in servizio sulla linea Tōkaidō Shinkansen, gestita dalla JR Central (JR東海?, JR Tōkai), che collega le stazioni di Tōkyō e Shin-Ōsaka, e che prosegue sulla linea Sanyō Shinkansen, gestita da JR West (JR西日本?, JR Nishi-Nihon), tra le stazioni di Shin-Ōsaka e Hakata, in Giappone. Utilizza principalmente elettrotreni della Serie N700, che possono raggiungere i 300 km/h sulla Sanyō Shinkansen, ma anche convogli della Serie 700, che raggiungono i 285 km/h sulla Sanyō Shinkansen. La velocità di entrambi i tipi di convogli è limitata a 270 km/h sulla Tōkaidō Shinkansen. Il Nozomi arriva a coprire il tragitto di 515,4 km fra Tōkyō e Shin-Ōsaka in 2 ore e 25 minuti e quello di 1069,1 km fra Tōkyō e Hakata in 4 ore e 50 minuti.. Altri treni che percorrono le stesse linee sono il Mizuho (equivalente del Nozomi sulla Sanyō Shinkansen; dopo Hakata prosegue verso la stazione di Kagoshima-Chūō attraverso la Kyūshū Shinkansen, fermando solo alla stazione di Kumamoto), l'Hikari (percorre Tōkaidō e Sanyō Shinkansen effettuando fermate nelle stazioni principali e medie), il Kodama (ferma in tutte le stazioni di Tōkaidō e Sanyō Shinkansen) e il Sakura (equivalente dell'Hikari, percorre Sanyō e Kyūshū Shinkansen). Sul Nozomi e sul Mizuho non si poteva usufruire del Japan Rail Pass, l'abbonamento per i turisti che permette l'accesso alla maggior parte dei servizi del Japan Railways Group., fino a ottobre 2023. Da ottobre, anche i possessori del Japan Rail Pass potranno viaggiare sui treni Mizuho e Nozomi pagando un supplemento 

## Percorso

### Legenda
● Tutti i treni fermano

○ Alcuni treni fermano

△ Pochi treni fermano

1 Alcuni treni partono da o terminano a Nishi-Akashi, Himeji, Okayama o Hiroshima.

2 Alcuni treni partono da o terminano a Nagoya.
Nota: La tabella mostra il percorso dei Nozomi regolarmente programmati. Nei periodi di vacanza o in altri giorni di grande affluenza vengono effettuate corse straordinarie, non incluse nella tabella.
| Stazione       | Giapponese | Distanza da Tōkyō(km) | Tokyo - Hakata1 | Tokyo- Shin-Osaka2 | Nagoya - Hakata |
| -------------- | ---------- | --------------------- | --------------- | ------------------ | --------------- |
| Tōkyō          | 東京       | 0.0                   | ●               | ●                  |                 |
| Shinagawa      | 品川       | 6.8                   | ●               | ●                  |                 |
| Shin-Yokohama  | 新横浜     | 25.5                  | ●               | ●                  |                 |
| Nagoya         | 名古屋     | 342.0                 | ●               | ●                  | ●               |
| Kyōto          | 京都       | 476.3                 | ●               | ●                  | ●               |
| Shin-Ōsaka     | 新大阪     | 515.4                 | ●               | ●                  | ●               |
| Shin-Kōbe      | 新神戸     | 548.0                 | ●               |                    | ●               |
| Nishi-Akashi   | 西明石     | 570.2                 | △               |                    | -               |
| Himeji         | 姫路       | 601.3                 | ○               |                    | -               |
| Okayama        | 岡山       | 676.3                 | ●               |                    | ●               |
| Fukuyama       | 福山       | 733.1                 | ○               |                    | ○               |
| Hiroshima      | 広島       | 821.2                 | ●               |                    | ●               |
| Tokuyama       | 徳山       | 903.5                 | ○               |                    | -               |
| Shin-Yamaguchi | 新山口     | 944.6                 | ○               |                    | ○               |
| Kokura         | 小倉       | 1013.2                | ●               |                    | ●               |
| Hakata         | 博多       | 1069.1                | ●               |                    | ●               |

## Orari di esercizio
L'orario attuale rimarrà in vigore fino a marzo 2014.

### Primi treni del mattino
Il servizio del Nozomi inizia alle 6 di mattina con 8 convogli che coprono le seguenti tratte: Shinagawa - Hakata (Nozomi 99), Tōkyō - Hakata (Nozomi 1), Nishi-Akashi - Tōkyō (Nozomi 100), Himeji - Tōkyō (Nozomi 102), Okayama - Tōkyō (Nozomi 104), Hiroshima - Tōkyō (Nozomi 108) e Shin-Ōsaka - Tōkyō (Nozomi 200). Alle 6:05 parte il primo treno Hakata - Tōkyō, il Nozomi 2.

### Ultimi treni della sera
L'ultimo Nozomi da Tokyo parte alle 21.20 termina la corsa a Shin-Ōsaka alle 23:45 (Nozomi 265); l'ultimo Tōkyō - Okayama parte alle 20:30 e arriva alle 23:57 (Nozomi 133). L'ultimo Tōkyō - Himeji parte alle 20:50 e arriva alle 23:54 (Nozomi 135), e l'ultimo Tōkyō - Hakata parte alle 18:50 ed arriva alle 23:56 (Nozomi 59). L'ultimo Hakata - Tokyo parte alle 18:55 ed arriva alle 23:45 (Nozomi 64), mentre l'ultimo Hakata - Nagoya parte alle 20:00 ed arriva alle 23:20 (Nozomi 98).

## Carrozze
Le carrozze sono disposte come nella seguente tabella, con la numero 1 in direzione Hakata e la numero 16 in direzione Tōkyō. Per viaggiare in prima classe (Green car) è obbligatoria la prenotazione, oltre al supplemento per le Green car.

### Serie N700
In tutte le carrozze è vietato fumare, ad eccezione dei compartimenti fumatori; quelli per i passeggeri delle carrozze standard sono situati nelle carrozze 3, 7 e 15, mentre quello nella carrozza 10 è per i passeggeri delle Green car. Sulla Tōkaidō Shinkansen è disponibile un servizio Internet Wi-Fi a pagamento in collaborazione con NTT docomo.
| Carrozza              | 1                           | 2                           | 3                           | 4                                          | 5                         | 6                         | 7                           | 8         | 9                      | 10                     | 11                                                        | 12                        | 13                        | 14                        | 15                                              | 16                        |
| --------------------- | --------------------------- | --------------------------- | --------------------------- | ------------------------------------------ | ------------------------- | ------------------------- | --------------------------- | --------- | ---------------------- | ---------------------- | --------------------------------------------------------- | ------------------------- | ------------------------- | ------------------------- | ----------------------------------------------- | ------------------------- |
| Categoria di servizio | Standard senza prenotazione | Standard senza prenotazione | Standard senza prenotazione | Standard con prenotazione                  | Standard con prenotazione | Standard con prenotazione | Standard con prenotazione   | Green car | Green car              | Green car              | Standard con prenotazione                                 | Standard con prenotazione | Standard con prenotazione | Standard con prenotazione | Standard con prenotazione                       | Standard con prenotazione |
| Servizi               | WC                          |                             | WC                          | Compartimento fumatori / telefono pubblico | WC                        | Distributore automatico   | WC / compartimento fumatori |           | WC / telefono pubblico | Compartimento fumatori | Distributore automatico / WC / spazio per sedie a rotelle | Telefono pubblico         | WC                        |                           | Compartimento fumatori / WC / telefono pubblico |                           |

### Serie 700
| Carrozza              | 1                           | 2                           | 3                            | 4                         | 5                         | 6                         | 7                         | 8         | 9         | 10        | 11                                                        | 12                        | 13                        | 14                        | 15                                               | 16                        |
| --------------------- | --------------------------- | --------------------------- | ---------------------------- | ------------------------- | ------------------------- | ------------------------- | ------------------------- | --------- | --------- | --------- | --------------------------------------------------------- | ------------------------- | ------------------------- | ------------------------- | ------------------------------------------------ | ------------------------- |
| Categoria di servizio | Standard senza prenotazione | Standard senza prenotazione | Standard senza prenotazione  | Standard con prenotazione | Standard con prenotazione | Standard con prenotazione | Standard con prenotazione | Green car | Green car | Green car | Standard con prenotazione                                 | Standard con prenotazione | Standard con prenotazione | Standard con prenotazione | Standard con prenotazione                        | Standard con prenotazione |
| Servizi               | WC                          | Telefono pubblico           | WC / distributore automatico |                           | WC                        | Telefono pubblico         | WC                        |           | WC        |           | Distributore automatico / WC / spazio per sedie a rotelle | Telefono pubblico         | WC                        |                           | Distributore automatico / WC / telefono pubblico |                           |
| Fumatori              | No                          | No                          | No                           | No                        | No                        | No                        | No                        | No        | No        | Sì        | No                                                        | No                        | No                        | No                        | Sì                                               | Sì                        |

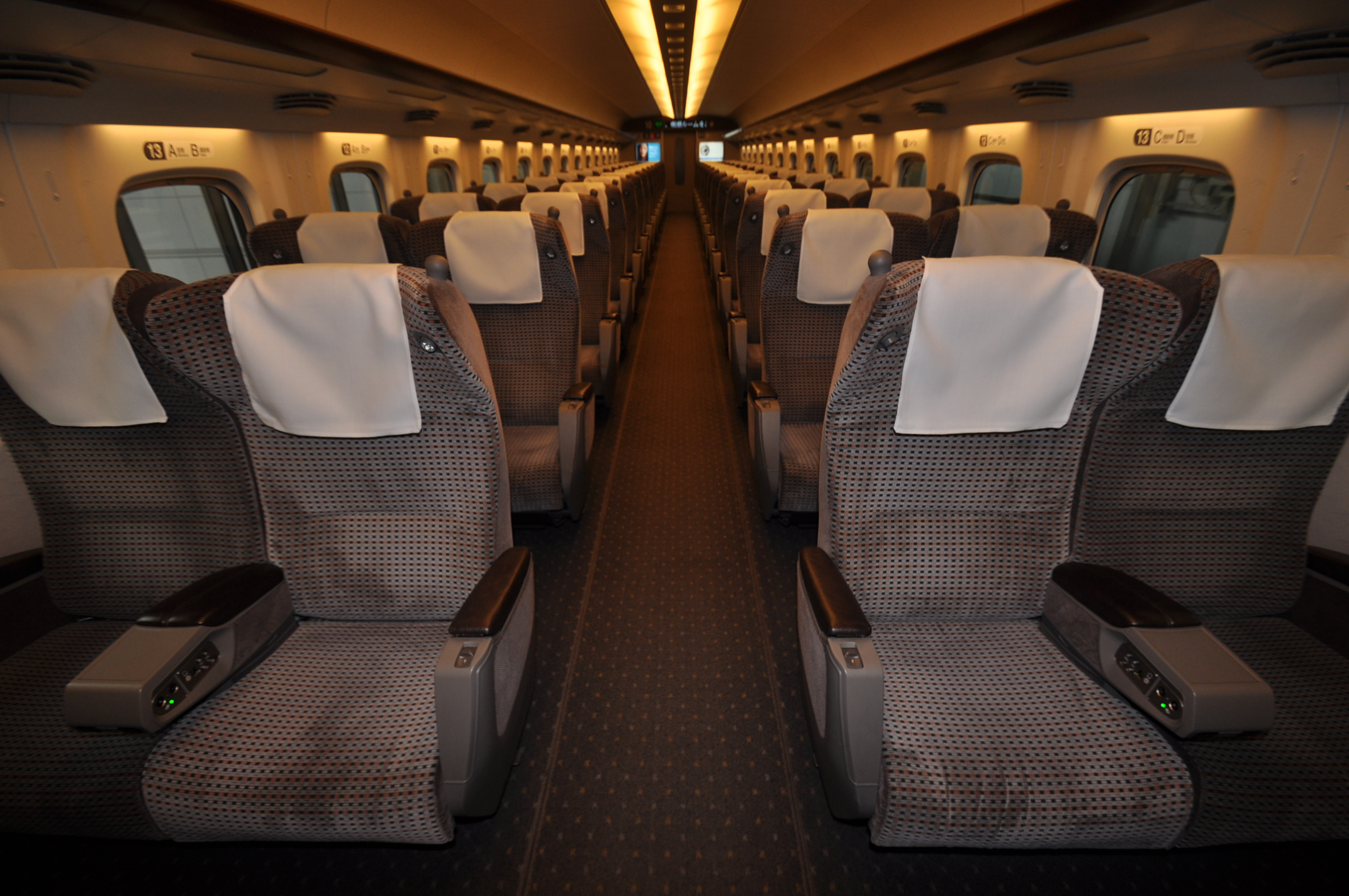
Green car della Serie N700.
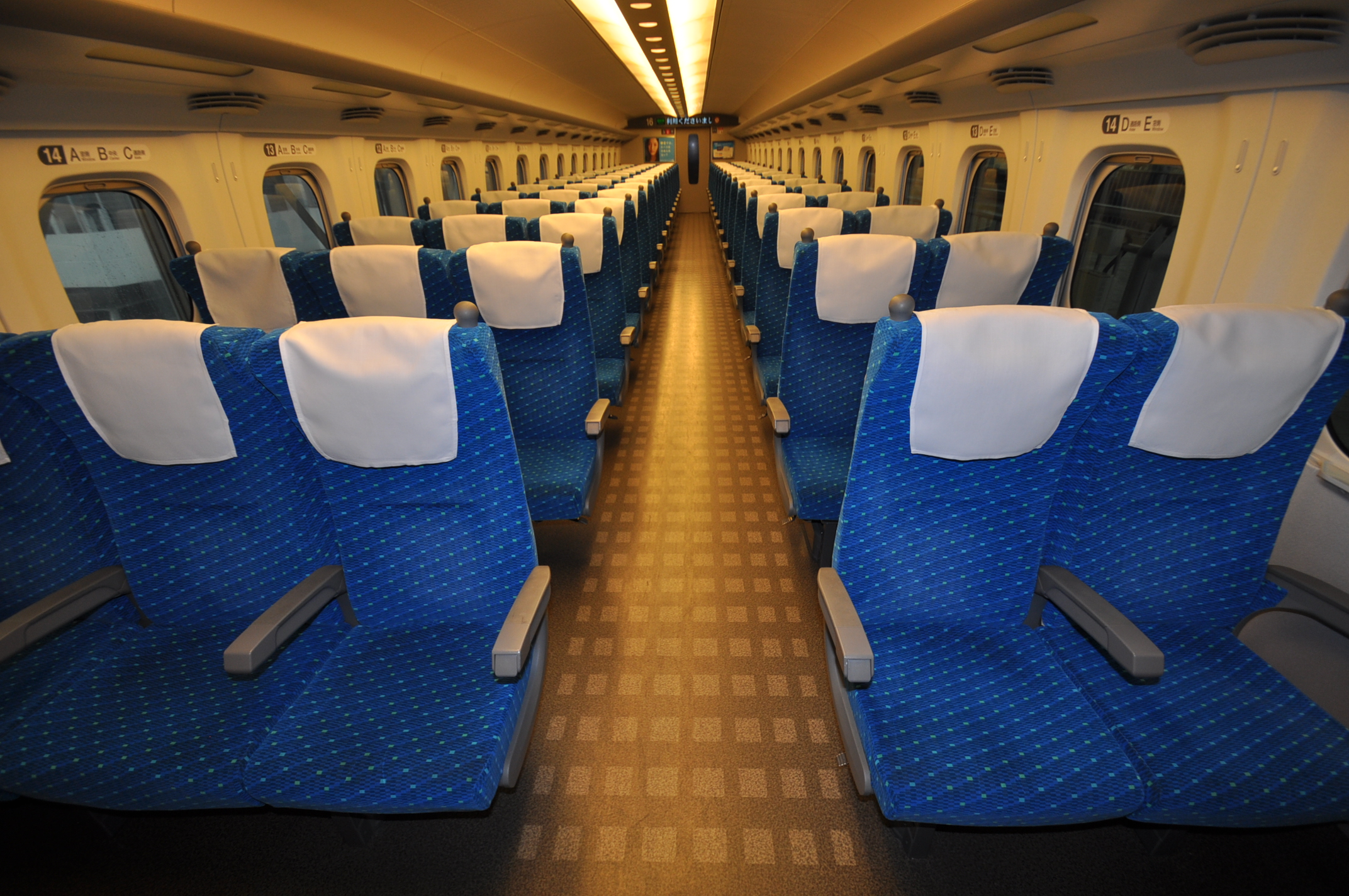
Carrozza standard della serie N700.

## Storia

### Treni a vapore nei territori occupati dal Giappone
Il nome Nozomi fu dato per la prima volta nel 1934 ai treni espressi dei territori conquistati dai giapponesi nel continente, che partivano da Pusan, nella Corea occupata, ed arrivavano fino a Mukden, l'odierna città cinese di Shenyang, che era allora parte del Manchukuo giapponese. Nel 1938, il servizio fu esteso con il tratto Mukden - Hsinking (l'attuale Changchun) in Manchukuo. Il tragitto di 1.530 km da Pusan a Hsinking durava oltre 29 ore, con una velocità media di 52 km/h. Il servizio cessò nel 1944.

### Shinkansen
Il primo Nozomi Shinkansen prese servizio il 14 marzo 1992 con l'utilizzo di convogli della serie 300, che raggiungevano la velocità massima di 270 km/h. Nel marzo del 1997 furono introdotti quelli della serie 500 che raggiungevano i 300 km/h, coprendo la distanza tra Shin-Ōsaka e Hakata in 2 ore e 17 minuti.
I convogli della serie 700 entrarono in servizio nel 1999, mentre quelli della serie serie N700 il 1º luglio 2007, questi ultimi sono i soli che forniscono regolarmente il servizio Nozomi dal 2011.